# CGC Viareggio 1992-1993
Questa voce raccoglie le informazioni riguardanti del CGC Viareggio nelle competizioni ufficiali della stagione 1992-1993.

## Stagione
Diciottesimo campionato di Serie A1. Invece di pensare all'hockey-mercato, anche se ci sono problemi di bilancio, il sodalizio è impegnato per le elezioni del nuovo presidente: Sauro Iacopini. La squadra è confermata in blocco, ma non viene rinforzata con stranieri o nazionali italiani. Il salto di livello per puntare allo scudetto è rimandato ancora una volta. Anzi non è sicura la conferma di Martini, che avverrà in un secondo momento.
Serpeggia un po' di incertezza che non tranquillizza la squadra che si esprime non ai livelli dello scorso anno.
A farne le spese per primo è Martini, verrà esonerato e sostituito con Barsi nel doppio ruolo di allenatore-giocatore.
A fine campionato, il CGC termina all'ottavo posto senza mai aver espresso tutto il vero potenziale. Surreale l'eliminazione al turno preliminare dei play-off con una squadra di serie A2, Roller Salerno. Basta questo per commentare tutta la stagione negativa.
Va ricordato che per la seconda volta nella sua storia, il CGC viene eliminato dal Turquel, squadra portoghese, al primo turno di Coppa CERS.

## Maglie e sponsor
| 1ª divisa | 2ª divisa |

## Organico

### Giocatori
Dati tratti dal sito internet ufficiale della Federazione Italiana Sport Rotellistici.
| N° | Naz.              | Ruolo | Sportivo              |  |  |  |
| -- | ----------------- | ----- | --------------------- |  |  |  |
|    | Italia (bandiera) | P     | Giacomo Bertuccelli   |  |  |  |
|    | Italia (bandiera) | P     | Jacopo Monselesan     |  |  |  |
|    | Italia (bandiera) | E     | Alberto Vecoli        |  |  |  |
|    | Italia (bandiera) | E     | Alessandro Barsi      |  |  |  |
|    | Italia (bandiera) | E     | Alessandro Giovannoni |  |  |  |
|    | Italia (bandiera) | E     | Emanuele Giordani     |  |  |  |
|    | Italia (bandiera) | E     | Rossano Da Prato      |  |  |  |
|    | Italia (bandiera) | E     | Francesco Dolce       |  |  |  |
|    | Italia (bandiera) | E     | Alberto Orlandi       |  |  |  |
|    | Italia (bandiera) | E     | Mirko Bertolucci      |  |  |  |